# کنفرانس تعامل و اعتمادسازی در آسیا
کنفرانس تعامل و اعتمادسازی آسیا (به انگلیسی: Conference on Interaction and Confidence-Building Measures in Asia) به اختصار سکا (CICA) سازمانی است که در حال حاضر ۲۷ عضو اصلی و ۸ کشور و ۵ سازمان عضو ناظر دارد.

## تاریخچه
تشکیل کنفرانس تعامل و اعتماد سازی آسیا نخستین بار در پنجم اکتبر سال ۱۹۹۲ در زمان برگزاری چهل و هفتمین اجلاس مجمع عمومی سازمان ملل متحد، توسط نور سلطان نظربایف رئیس‌جمهور وقت قزاقستان پیشنهاد شد. موضوع فعالیت کنفرانس منطقه ای سیکا، تعامل و اقدامات، راه کارها و شیوه‌های دستیابی به اعتمادسازی در قاره آسیا عنوان شده‌است.
دو سند اساسی مربوط به سکا (CICA) اهداف و روش‌های این کنفرانس را معرفی می‌کند. اولی اعلامیه اصول همکاری مبتنی بر روابط بین کشورهای عضو CICA است که در نخستین جلسه وزیران امور خارجه کشورهای عضو در تاریخ ۱۴ سپتامبر ۱۹۹۹ در آلماتی قزاقستان به امضاء رسید. و دومین سند منشور CICA، است که در اولین نشست سران کشورهای عضو این کنفرانس در تاریخ چهارم جون ۲۰۰۲ در آلماتی نهایی شد. این دو سند مسیر کنفرانس را به سمت پیشرفت آینده CICA مشخص کرد.

## اعضای سیکا
شامل اعضای ثابت، اعضای ناظر و سازمانهای ناظر هستند. در حال حاضر ۲۷ عضو دارد. ۸ کشور و ۵ سازمان ناظر دارد. تا جون ۲۰۱۹ کشورهای عضو ثابت عبارتند از:
افغانستان، جمهوری آذربایجان، بحرین، بنگلادش ،کامبوج، چین، مصر، هند، ایران، عراق، اسرائیل، اردن، قزاقستان، قرقیزستان، مغولستان، پاکستان، فلسطین، قطر، کره جنوبی ،روسیه، سریلانکا، تاجیکستان، تایلند، ترکیه امارات متحده عربی، ازبکستان، ویتنام. کشورهای عضو ناظر عبارتند از:
اندونزی، اوکراین، ایالات متحده آمریکا، بلاروس، ژاپن، فیلیپین، لائوس و مالزی. سازمان‌های ناظر عبارتند از:
سازمان ملل متحد، سازمان امنیت و همکاری اروپا، سازمان بین‌المللی مهاجرت، اتحادیه عرب و مجمع پارلمانی کشورهای ترک‌زبان

### فهرست اعضا
| اعضای سیکا: - افغانستان - جمهوری آذربایجان - بحرین - بنگلادش - کامبوج - چین - مصر - هند - ایران - عراق - اسرائیل - اردن - قزاقستان - قرقیزستان - کره جنوبی - مغولستان - پاکستان - تشکیلات خودگردان فلسطین - قطر - روسیه - تاجیکستان - تایلند - ترکیه - امارات متحده عربی - ازبکستان - ویتنام |  | کشورهای ناظر: - اندونزی - ژاپن - مالزی - فیلیپین - سری‌لانکا - اوکراین - ایالات متحده آمریکا کشورهای آسیایی که عضو نیستند: - ارمنستان - بوتان (کشور) - برونئی - قبرس - گرجستان - کره شمالی - کویت - لائوس - لبنان - مالدیو - میانمار - نپال - عمان - عربستان سعودی - سنگاپور - سوریه - تایوان - تیمور شرقی - ترکمنستان - یمن |  | سازمان‌های ناظر: - سازمان ملل متحد - سازمان امنیت و همکاری اروپا - اتحادیه عرب - مجمع پارلمانی کشورهای ترک |